# 33979 Sunhaochun
33979 Sunhaochun è un asteroide della fascia principale. Scoperto nel 2000, presenta un'orbita caratterizzata da un semiasse maggiore pari a 2,2903380 au e da un'eccentricità di 0,1561445, inclinata di 4,69303° rispetto all'eclittica.